# Episodi di Homicide (seconda stagione)
La seconda stagione della serie televisiva Homicide, composta da 4 episodi, è stata trasmessa negli Stati Uniti sul canale NBC dal 6 gennaio 1994 al 27 gennaio 1994.
| nº | Titolo originale        | Titolo italiano           | Prima TV USA    | Prima TV Italia |
| -- | ----------------------- | ------------------------- | --------------- | --------------- |
| 1  | Bop Gun                 | Il male necessario        | 6 gennaio 1994  |                 |
| 2  | See No Evil             | Chi ha ucciso Charlie Cox | 13 gennaio 1994 |                 |
| 3  | Black and Blue          | Amore e perversione       | 20 gennaio 1994 |                 |
| 4  | A Many Splendored Thing | Colpo in canna            | 27 gennaio 1994 |                 |